# Acynodon
Acynodon es un género extinto de  aligatórido. Inicialmente fue considerado como perteneciente a la familia Alligatoridae, pero posteriormente ha sido reclasificado como un globidonto, constituyendo el globidonto más antiguo y primitivo conocido, con restos fósiles encontrados en Francia, España, Italia, y Eslovenia. 
Acynodon aparece por primera vez en el Campaniense inferior dentro del Cretácico Superior, y desapareció durante la extinción masiva ocurrida en el límite K-T.

## Descripción
El cráneo de Acynodon es extremadamente brevirostral, teniendo un hocico pequeño y ancho en comparación con otros aligatoroides.
Su dentición es apomorfa con grandes dientes parecidos a molares y ausencia de dientes caniniformes en los huesos maxilar y dentario. Supuestamente esta condición se debe a una adaptación alimentaria hacia presas con fuertes caparazones. Los osteodermos de Acynodon poseen una distintiva doble quilla.